# Полтавська губернська вчена архівна комісія
Полтавська губернська вчена архівна комісія — урядово–офіційна установа для наукової діяльності в архівно–археографічній галузі.
Підпорядковувалася Міністерству внутрішніх справ Російської імперіїі Імператорській археологічній комісії у Петербурзі. 

## Створення та діяльність
Заснована 1903 року на підставі «Положення про губернські історичні архіви та вчені архівні комісії» від 13 квітня 1884 року за ініціативою шанувальників історичного минулого краю для виявлення, концентрування та впорядкування цінних у науковому відношенні архівних документів. Діяла до 1919 року.
На першому засіданні Полтавської вченої архівної комісії почесними членами було обрано В. Б. Антоновича, І. Є. Забєліна, на другому – Д. І. Яворницького, О. І. Левицького, Д. І. Багалія, М. Ф. Сумцова, О. Я. Єфименкову, М. П. Дашкевича, А. Г. Лебединцева.
4 грудня 1903 року у комісії виступив Д.І.Яворницький з доповіддю про результати археологічних розкопок у Катеринославській і Херсонській губерніях. О. Я. Єфименкова подарувала Полтавській комісії рукописи оригінальних справ, що велися Генеральним малоросійським судом від 1727 до 1739 року. Викладач історії Полтавського Петрівського кадетського корпусу І. Ф. Павловський у архівній комісії проявився як плодовитий автор та організатор наукових досліджень. Він був правителем справ (ученим серкретарем) комісії, редактором усіх випусків її праць від 1903 до 1919.
Спеціальних асигнувань комісії держава не виділяла і вона функціонувала на кошти, що надходили від членських внесків та пожертв приватних осіб — аматорів старожитностей. 
Результати наукових досліджень друкувалися в  «Трудах Полтавской ученой архивной комиссии», а також у вигляді окремих видань.
Видавались також «Протоколи засідань архівної комісії».
Через офіційний характер комісії було неможливе у той час здійснення відкритої програми українознавчих досліджень.